# Vanishing on 7th Street
Vanishing on 7th Street (bra: Mistério da Rua 7) é um filme estadunidense de 2010, dos gêneros suspense e terror, dirigido por Brad Anderson e estrelado por Hayden Christensen, Thandie Newton e John Leguizamo.

## Sinopse
Quando Detroit passa por um apagão, a população vai aos poucos desaparecendo, exceto por uns poucos moradores que se reúnem numa taberna abandonada. Logo eles descobrem, porém, que a escuridão é mais perigosa do que imaginavam.